# Lega di Castelbaldo
La lega di Castelbaldo, dal nome della località veneta, fu una coalizione militare contro il re di Boemia formatasi l'8 agosto 1331. Giovanni I di Boemia scese in Italia alla fine del 1330 in aiuto di Brescia, minacciata da Mastino II della Scala ed acquistò ben presto un forte consenso su molte città del settentrione.
Alla lega aderirono gli Scaligeri, i Visconti, gli Estensi, i Gonzaga, nonché Firenze (1332), Napoli, Como e Novara. 
Dopo la battaglia di Palazzolo nell'aprile 1333, venne stipulata una tregua il 13 luglio 1333 a Castelnuovo del Garda, che sancì la resa del re di Boemia anche per la ribellione delle città da lui sottomesse. Con i successivi accordi di Lerici del 1334 le città soggette a Giovanni I furono spartite tra i membri della lega. Tra queste Parma fu assegnata a Mastino II, Modena ad Obizzo III d'Este e Reggio ai Gonzaga.